# Stemmatophora wollastoni
Stemmatophora wollastoni is een vlinder uit de familie snuitmotten (Pyralidae). De wetenschappelijke naam van deze soort is, als Scotomera wollastoni, voor het eerst geldig gepubliceerd in 1901 door Rothschild.
De soort komt voor in tropisch Afrika.